# IV tysiąclecie p.n.e.

XL wiek p.n.e. XXXIX wiek p.n.e. XXXVIII wiek p.n.e. XXXVII wiek p.n.e. XXXVI wiek p.n.e. XXXV wiek p.n.e. XXXIV wiek p.n.e. XXXIII wiek p.n.e. XXXII wiek p.n.e. XXXI wiek p.n.e.

## Wydarzenia
- około 4000 p.n.e.
  - okres hodowców bydła na Saharze – największy rozkwit tamtejszej cywilizacji i gospodarki
  - rolnictwo docierało na Wyspy Brytyjskie i do Skandynawii
  - w Europie powszechnie budowano kręgi kamienne i grobowce w formie kamiennych skrzyń lub dolmenów, czyli grobowców ułożonych z wielkich głazów i przysypywanych ziemią. Ustawiano też menhiry
  - początek neolitu na ziemiach polskich, przybysze z południa wprowadzili rolnictwo

- około 3900 p.n.e.
  - kopalnia krzemienia na terenie Polski (Krzemionki)

- około 3800 p.n.e.
  - budowa kompleksu megalitycznych świątyń Ġgantija na wyspie Gozo w dzisiejszej Republice Malty

- 3761 p.n.e. 7 października – początek kalendarza żydowskiego

- około 3750 p.n.e. – początek okresu Uruk w Mezopotamii. Mniej więcej w tym czasie do Mezopotamii przybył lud o niewyjaśnionym pochodzeniu, zwany Sumerami. Wytworzyli oni w późniejszym okresie miejską cywilizację. Zanim jednak do tego doszło, zamieszkiwali w osadach, trudniąc się rolnictwem. Sumerowie zbierali plony dwa razy w roku

- około 3600 p.n.e.
  - cmentarzysko hodowców bydła Dżabal ar-Ramla w egipskiej części Pustyni Libijskiej. Mieszkańcy Dżabal ar-Ramla byli nomadami, lecz przywiązanymi do rodowej nekropolii. Zmarłych w formie zmumifikowanej wożono przez wiele miesięcy podczas wędrówek po to, aby ich ciała pogrzebać zgodnie z plemiennym obyczajem
  - świat zamieszkiwało około 35 milionów ludzi
  - Troja 1

- około 3500 p.n.e.
  - na obszarze Sumeru rozwijały się państwa-miasta (Ur, Uruk, Lagasz)
  - Egipt: powstały pierwsze miasta, obróbka miedzi, Egipcjanie zaczynają budować pierwsze łodzie żaglowe
  - powstały trwałe wsie rybackie na wybrzeżach Peru, w głębi lądu uprawiano bawełnę i kilka odmian fasoli
  - najwcześniejsze kultury ceramiczne w Ekwadorze
  - ożywienie wymiany handlowej neolitycznych osadników Italii
  - rolnictwo obecne było w całej Europie

- około 3300 p.n.e.
  - w Górnym Egipcie rozpoczął się podokres predynastyczny średni (gerzeeński).
  - najstarsze gliniane tabliczki ze znakami liczbowymi (Babilonia)

- około 3200 p.n.e.
  - początek zróżnicowania społecznego w kulturach Longshan w Chinach
  - w rozwidleniu Delty Nilu, na południe od dzisiejszego Kairu, istniała kultura Meadi
  - w Górnym Egipcie zaczął się podokres predynastyczny

- 3114 p.n.e. 11 sierpnia – według Kalendarza Majów miał miejsce początek piątej (obecnej) epoki dziejów ludzkości (data wyliczona według korelacji Goodmana-Martineza-Thompsona, obecnie najpowszechniej przyjmowanej przez naukowców – jest to arbitralnie przyjęta, jedna z kilku propozycji daty początkowej. Inne propozycje to np. 10 lutego 3641 p.n.e., 10 sierpnia 3214 p.n.e.)

- 3102 p.n.e. 18 lutego – początek Kalijugi, ery żelaznej, czwartej i ostatniej (najgorszej) epoki w dziejach obecnego świata według wierzeń hinduistów – zapoczątkowany bitwą na polu Kuru opisaną w Mahabharacie

- około 3100 p.n.e.
  - początek okresu Dżemdet Nasr w Mezopotamii
  - dziedziczność władzy w miastach Sumeru
  - zaczyna się okres wczesnodynastyczny w Egipcie (od I do III dynastii)
  - kalendarz egipski

## Zmiany środowiska
- około 3400 p.n.e.
  - początek pustynnienia Sahary

## Odkrycia i wynalazki
- około 4000 p.n.e.
  - wynalezienie koła w Mezopotamii
  - początki warzenia piwa w Mezopotamii
  - Egipt: pierwsze łodzie żaglowe na Nilu, początek obróbki miedzi
  - pierwsza ceramika w Ameryce (Gujana)
  - hodowla owiec dla pozyskania wełny na Bliskim Wschodzie
  - uprawa sorga w południowym Sudanie
  - udomowienie konia na stepach dzisiejszej Ukrainy
- około 3800 p.n.e. – najwcześniejsza obróbka brązu na Bliskim Wschodzie (w Tepe Yahya w Iranie)
- około 3650 p.n.e. – na stepach rosyjskich używano pojazdów kołowych
- około 3600 p.n.e. – pojawienie się techniki wytopu miedzi i brązu na wosk tracony w Mezopotamii. Jednak wciąż dominowały tam narzędzia kamienne
- około 3500 p.n.e.
  - zastosowanie koła garncarskiego w regionie Indusu. Technika ta zaadaptowała się w Mezopotamii. Dzięki niej ruszyła masowa produkcja naczyń glinianych, co ujemnie odbiło się na ich walorach estetycznych
  - zastosowanie pierwszych pojazdów kołowych w Europie Środkowej
  - w Egipcie i w Azji Zachodniej pojawiają się sporadycznie wyroby z żelaza kutego na zimno. Były one jednak nietrwałe i słabe w porównaniu z narzędziami miedzianymi
  - pojawienie się pisma klinowego w Mezopotamii
- około 3400 p.n.e. – Egipt: najwcześniejsze hieroglify; biała, malowana ceramika
- około 3300 p.n.e. – początek wytopu miedzi w Europie Środkowej
- około 3200 p.n.e. – wozy kołowe pojawiły się w Sumerze i na Bałkanach